# Holger Rørdam (præst)
 Der er flere personer med dette navn, se Holger Rørdam (læge).
Holger Frederik Rørdam (født 14. juni 1830 i Låstrup, død 12. maj 1913) var kirkehistoriker og desuden præst ved Taarbæk Kirke fra 1883 til 1906.
Hans fader var den kendte præst Hans Christian Rørdam. Rørdam blev student 1847 og cand.theol. 1853, hvorefter han kastede sig over historiske studier og udgav 1855 De danske og norske Studenters Deltagelse i Kjøbenhavns Forsvar mod Karl Gustaf. 1854 var han medstifter af Nordisk Universitetstidsskrift, 1857 blev han medlem af bestyrelsen for Selskabet for Danmarks Kirkehistorie og udgiver af dets tidsskrift Kirkehistoriske samlinger, som han har fyldt med sine flittige Arkiv- og biblioteksundersøgelser, især fra 16. og 17. århundrede. 
Fra nu af er Rørdams navn uadskillelig knyttet til dansk historieforskning, som han har søgt at tjene under alle forhold. 1860-64 var han sognepræst i Satrup i Angel, hvor det kirkelige og nationale liv optog ham stærkt, men alligevel fik han tid til at fuldende sit skrift om Kjøbenhavns Kirker og Klostre i Middelalderen (1859-63) og give værdifulde bidrag til Sønderjyllands kirkehistorie i Kirkekalender for Slesvig, I—II (1862-64), som han udgav sammen med Immanuel Barfod. 
Efter krigen levede han 1864-69 i København og hjalp som præst både her og der, samtidig med at han 1867 tog den filosofiske doktorgrad for en afhandling om Historieskrivningen og Historieskriverne i Danmark og Norge siden Reformationen og udgav en række betydelige historiske arbejder bl.a. Anders Arrebos og Claus Christoffersen Lyschanders levned og skrifter (hhv 1857 og 1868). 1871 blev Rørdam medlem af Videnskabernes Selskab, 1869-78 var han eksaminator i pædagogik og censor i praktisk færdighed ved skolelærereksamen, 1869-76 præst i Kornerup og Svogerslev på Sjælland, 1876-83 i Brændekilde og Bellinge på Fyn, og 1883 blev han præst i Lyngby ved København, hvor han virkede til sin død. 
Rørdam var tilige formand for Lyngby Kommunes Skolekommission, i bestyrelsen for Selskabet for Danmarks Kirkehistorie, for Samfundet for dansk-norsk Genealogi og Personalhistorie og for Grundtvigs Højskole samt medlem af Det kongelige danske Selskab for Fædrelandets Historie.
Nær ved de københavnske samlinger fik han rigere lejlighed til historiske studier, og ved møder landet over arbejdede han for at vække den kirkehistoriske sans. På sin 80-årige fødselsdag blev Rørdam udnævnt til æresdoktor i teologien. 
Han var Ridder af Dannebrog og Dannebrogsmand.